# 트윈 엔진
주식회사 트윈 엔진(일본어: 株式会社ツインエンジン 가부시키가이샤 쓰인 엔진[*], 영어: TWIN ENGINE Inc.)은 일본의 애니메이션 프로듀스 회사다.

## 역사
후지 TV에서 심야 애니메이션 시간대 '노이타미나'의 편집장을 맡고 있던 야마모토 코지가 2014년 9월 후지 TV를 퇴사해 같은 해 10월 1일 설립했다.
2015년 9월 29일 《학살기관》을 제작하던 망글로브가 도산했다. 그 제작 인수인계가 계기가 되어, 같은 해 11월 19일에 자회사로서 애니메이션 제작사 '주식회사 제노 스튜디오'를 설립했다.
2016년 4월 7일, 주식회사 컬처 및 익스질 주식회사와 공동으로 애니메이션 프로모션을 다루는 자회사 '주식회사 릴레이션'을 설립했다.
2020년 10월 1일 덴쓰 집행 임원 요시자키 케이이치를 이사로 맞이해 조직 체제를 강화했다. 같은 해 10월 14일, WIT STUDIO가 제작한 《마법사의 신부》의 새로운 OAD 시리즈가 되는 완전 신작 에피소드 '마법사의 신부: 서쪽의 소년과 청람의 기사'의 제작을 목적으로 자회사 '주식회사 스튜디오 카프카'를 설립했다.
2021년 9월, PONTOON의 출자에 의해 자회사 '주식회사 스쿠터 필름즈'를, OLM에서 프로듀서를 맡는 코지마 히로아키를 대표이사로 해 '주식회사 버그 필름'을 각각 설립했다.
2022년 8월, 게임 회사 큰 손 텐센트 그룹, 전자책 서비스 '메챠 코믹'의 운영사인 아무터스, 같은 전자책 서비스 운영 회사인 BookLive 3개사와 제3자 할당 증자를 실시 및 자본 제휴를 체결했다.
2023년 3월 애니메이션 배경미술 제작사인 '주식회사 퀸 플랜트'와 영화 배급사인 '주식회사 기글리박스'의 주식을 인수해 그룹회사화했다. EOTRA의 크리에이티브 유닛이었던 OUTLINE을 '주식회사 OUTLINE'으로 법인화했다.
당초 야마모토의 옛 보금자리인 후지 TV '노이타미나' 관련 작품만 담당했지만 2018년부터는 후지 계열 이외의 방송국에서 방영되는 작품도 프로듀스하고 있다. 다만 음악 제작은 일부를 제외하고 후지 산하 후지퍼시픽 뮤직이 담당하는 등 후지 TV 그룹과의 관계는 현재도 크다.

## 작품

### TV 애니메이션
- 갑철성의 카바네리 (2016년)
- 배터리 (2016년)
- 쓰레기의 본망 (2017년)
- 다이브 (2017년)
- 째깍째깍 (2018년)
- 골든 카무이 (제1·2기) (2018년)
- 꼭두각시 서커스 (2018년)
- 도로로 (2019년)
- 빈란드 사가 (2019년)
- 바빌론 (2019년)
- pet (2020년)
- 골든 카무이 (제3기) (2020년)
- 아이★츄 (2021년)
- 붓치기레! (2022년)
- 반란드 사가 SEOSON2 (2023년)
- 마법사의 신부 SEASON2 (2023년)
- 지옥락 (2023년)

### 극장 애니메이션
- 태풍의 노루다 (2015년)
- 죽은 자의 제국 (2015년)
- 하모니 (2015년)
- 학살기관 (2017년)
- 밤은 짧아 걸어 아가씨야 (2017년)
- 새벽을 알리는 루의 노래 (2017년)
- 너와 파도를 탈 수 있다면 (2019년)
- 울고 싶은 나는 고양이 가면을 쓴다 (2020년)
- BURN THE WITCH (2020년)
- 표류단지 (2022년)
- 극장판 모노노케 (2023년)

### OVA
- 마법사의 신부: 서쪽의 소년과 청람의 기사 (2021년)
- 바깥 나라의 소녀 (2022년)

### Web 애니메이션
- 포켓몬스터 새벽빛의 날개 (2020년)
- 밤의 나라 (2021년)
- POKÉTOON 시리즈 (2021년)

## 그룹 회사
- EOTA
  - 스튜디오 콜로리도
    - team 야마히츠지
    - 콜로리도 미술부

  - 제노 스튜디오
  - 판케키
  - EOTA studio daisy
    - EOTA 촬영 유닛

  - Peakys
  - 스튜디오 카프카
  - 버그 필름
  - 스쿠터 필름즈
  - 릴레이션
  - OUTLINE
  - 퀸 플랜트
- 기글리박스

과거의 그룹 회사
- Lay-duce
- 레보루트